# Tecoh
Tecoh är en ort i Mexiko.   Den ligger i kommunen Tecoh och delstaten Yucatán, i den östra delen av landet, 1 000 km öster om huvudstaden Mexico City. Tecoh ligger 18 meter över havet och antalet invånare är 8 700.
Terrängen runt Tecoh är mycket platt. Runt Tecoh är det ganska glesbefolkat, med 28 invånare per kvadratkilometer. Närmaste större samhälle är Acanceh, 8,0 km norr om Tecoh. I omgivningarna runt Tecoh växer i huvudsak lövfällande lövskog.